# Воронин, Николай Иванович (хозяйственный деятель)
Николай Иванович Воронин — советский хозяйственный, государственный и политический деятель.

## Биография
Родился в 1923 году в хуторе Ново-Грушевка Вольно-Донского сельского совета. Член КПСС.
Участник Великой Отечественной войны, курсант Астраханской военной авиатехшколы, боец, наводчик отдельной роты ПТР 59-й механизированной бригады 4-го механизированного корпуса в составе Сталинградского, Южного, Степного, 1-го Украинского, 3-го Белорусского, 1-го и 2-го Прибалтийских фронтов, участник советско-японской войны в составе 3-го гвардейского Сталинградского корпуса. С 1947 года — на хозяйственной, общественной и политической работе. В 1947—1985 гг. — слушатель Ростовской трёхгодичной школы руководящих кадров, председатель ордена Трудового Красного Знамени колхоза «Борец за коммунизм» Морозовского района Ростовской области.
Избирался депутатом Верховного Совета РСФСР 6-го, 10-го и 11-го созывов. Делегат XXIII и XXVI съездов КПСС.
Умер в Ново-Грушевке в 1989 году.